# Syd-Hällsö
Syd-Hällsö är en ö i Skee socken, Strömstads kommun.
Ön som har en yta på 76 hektar ligger nära norska gränsen, nordväst om Strömstad. Ön såldes 1854 tillsammans med Nord-Hällsö till två familjer som bosatte sig på varsin del av Syd-Hällsö. Nord-Hällsö utnyttjades för bete och ved. I slutet av 1800-talet fanns här ett sillsalteri och vid sekelskiftet 1900 fanns tre fastboende familjer. Idag finns en fastboende familj kvar, samt omkring 15 sommarhus, de flesta belägna på öns norra del.
Syd-Hällsö är känd för sin vackra natur. På den skyddade östra sidan av ön växer stora askar och parklindar. Här förekommer även idegran. Betet på ön upphörde 1965 men ängsmarken på ön slås fortfarande och  ön har en stor blomflora. På ön finns även flera grottor, bland annat Tjuv-Halvars håla på västra sidan av ön. På norra delen av ön finns en badstrand.